# Кастильехо, Доминго
Доминго Кастильехо или Кастильехос (исп. Domingo Castillejo; умер в 1786 году) — испанский ботаник, хирург и профессор.
С 1770 по 1786 год служил профессором Materia medica и ботаники в Королевском военно-морском хирургическом колледже в Кадисе; на протяжении этого времени его исследования были посвящены флоре южного Пиренейского полуострова. Среди многих должностей, которые он занимал в это время, были кадисский корреспондент Королевского ботанического сада Мадрида; в этой должности он получил много новых растений, импортированных из Нового Света, и акклиматизировал их для распространения в другие питомники по всей Испании и Канарским островам.
Знаменитый ботаник Хосе Селестино Мутис, современник Кастильехо, назвал в его честь род растений Castilleja.
После смерти Кастильехо его академическую должность занял другой его ученик, Франсиско Архона, который продолжил исследования Кастильехо флоры региона Кадис.